# Венаус
Венаус (італ. Venaus, п'єм. Venàus) — муніципалітет в Італії, у регіоні П'ємонт,  метрополійне місто Турин.
Венаус розташований на відстані близько 570 км на північний захід від Рима, 55 км на захід від Турина.
Населення — 937 осіб (2014).
Щорічний фестиваль відбувається 3 лютого. Покровитель — святий Власій.

## Демографія
Населення за роками:

Станом на 1 січня 2023 року в муніципалітеті офіційно проживало 15 іноземців з 8 країн, серед них 6 громадян країн Євросоюзу.

## Сусідні муніципалітети
- Браман (Франція)
- Джальйоне
- Ланлебур-Мон-Сені (Франція)
- Момпантеро
- Монченізіо
- Новалеза